# Mistrovství Evropy ve volejbale mužů 1958
5. mistrovství Evropy ve volejbale mužů se konalo ve dnech 30. srpna – 11. září v Československu.
Turnaje se zúčastnilo 20 týmů, rozdělených do čtyř pětičlenných skupin. První a druhý tým postoupili do skupiny o 1. – 8. místo, týmy na třetím a čtvrtém místě hrály ve skupině o 9. – 16. místo a družstva na pátém místě hrály ve skupině o 17. – 20. místo. Mistrem Evropy se stali volejbalisté Československa.

## Výsledky a tabulky

### Skupina A (Praha)
| Datum     | Zápas                    | Výsledek | Sety  | Sety  | Sety  | Sety | Sety |
| Datum     | Zápas                    | Výsledek | 1     | 2     | 3     | 4    | 5    |
| --------- | ------------------------ | -------- | ----- | ----- | ----- | ---- | ---- |
| 30. srpna | NDR – Německo            | 3:0      | 15:2  | 15:6  | 15:3  |      |      |
| 30. srpna | Francie – Tunisko        | 3:0      | 15:6  | 15:0  | 15:5  |      |      |
| 31. srpna | NDR – Tunisko            | 3:0      | 15:3  | 17:15 | 15:0  |      |      |
| 31. srpna | Československo – Francie | 3:0      | 15:8  | 15:5  | 15:11 |      |      |
| 1. září   | Tunisko – Německo        | 3:0      | 15:8  | 15:12 | 15:6  |      |      |
| 1. září   | Československo – NDR     | 3:0      | 15:2  | 15:4  | 15:2  |      |      |
| 2. září   | Československo – Německo | 3:0      | 15:1  | 15:1  | 15:0  |      |      |
| 2. září   | Francie – NDR            | 3:0      | 15:10 | 15:11 | 15:10 |      |      |
| 3. září   | Francie – Německo        | 3:0      | 15:2  | 15:3  | 15:5  |      |      |
| 3. září   | Československo – Tunisko | 3:0      | 15:2  | 15:2  | 15:3  |      |      |

| Poř | Země           | Body | Zápasy | Výhry | Prohry | Sety |
| --- | -------------- | ---- | ------ | ----- | ------ | ---- |
| 1.  | Československo | 8    | 4      | 4     | 0      | 12:0 |
| 2.  | Francie        | 7    | 4      | 3     | 1      | 9:3  |
| 3.  | NDR            | 6    | 4      | 2     | 2      | 6:6  |
| 4.  | Tunisko        | 5    | 4      | 1     | 3      | 3:9  |
| 5.  | Německo        | 4    | 4      | 0     | 4      | 0:12 |

### Skupina B (Praha)
| Datum     | Zápas                 | Výsledek | Sety  | Sety  | Sety  | Sety  | Sety  |
| Datum     | Zápas                 | Výsledek | 1     | 2     | 3     | 4     | 5     |
| --------- | --------------------- | -------- | ----- | ----- | ----- | ----- | ----- |
| 30. srpna | Nizozemsko - Belgie   | 3:2      | 15:10 | 6:15  | 15:13 | 13:15 | 15:12 |
| 30. srpna | Maďarsko – Itálie     | 3:0      | 15:5  | 15:4  | 15:11 |       |       |
| 31. srpna | Itálie – Belgie       | 3:2      | 11:15 | 15:5  | 15:9  | 11:15 | 15:9  |
| 31. srpna | Rumunsko – Maďarsko   | 3:0      | 15:12 | 15:13 | 15:11 |       |       |
| 1. září   | Itálie – Nizozemsko   | 3:2      | 16:18 | 15:12 | 9:15  | 15:1  | 15:1  |
| 1. září   | Rumunsko – Belgie     | 3:0      | 15:8  | 15:4  | 15:7  |       |       |
| 2. září   | Rumunsko – Nizozemsko | 3:0      | 15:7  | 15:10 | 15:8  |       |       |
| 2. září   | Maďarsko – Belgie     | 3:0      | 15:12 | 15:0  | 15:6  |       |       |
| 3. září   | Rumunsko – Itálie     | 3:0      | 15:8  | 15:10 | 15:7  |       |       |
| 3. září   | Maďarsko – Nizozemsko | 3:2      | 10:15 | 12:15 | 15:3  | 15:4  | 15:11 |

| Poř | Země       | Body | Zápasy | Výhry | Prohry | Sety |
| --- | ---------- | ---- | ------ | ----- | ------ | ---- |
| 1.  | Rumunsko   | 8    | 4      | 4     | 0      | 12:0 |
| 2.  | Maďarsko   | 7    | 4      | 3     | 1      | 9:5  |
| 3.  | Itálie     | 6    | 4      | 2     | 2      | 6:10 |
| 4.  | Nizozemsko | 5    | 4      | 1     | 3      | 7:11 |
| 5.  | Belgie     | 4    | 4      | 0     | 4      | 4:12 |

### Skupina C (Plzeň)
| Datum     | Zápas              | Výsledek | Sety  | Sety  | Sety  | Sety  | Sety |
| Datum     | Zápas              | Výsledek | 1     | 2     | 3     | 4     | 5    |
| --------- | ------------------ | -------- | ----- | ----- | ----- | ----- | ---- |
| 30. srpna | Egypt – Dánsko     | 3:0      | 15:4  | 15:4  | 15:3  |       |      |
| 30. srpna | Polsko – Finsko    | 3:1      | 12:15 | 15:2  | 15:1  | 15:6  |      |
| 31. srpna | Finsko – Dánsko    | 3:0      | 15:11 | 15:4  | 15:1  |       |      |
| 31. srpna | Polsko – Bulharsko | 3:1      | 15:10 | 15:10 | 8:15  | 15:7  |      |
| 1. září   | Finsko – Egypt     | 3:1      | 16:14 | 12:15 | 15:8  | 15:13 |      |
| 1. září   | Bulharsko – Dánsko | 3:0      | 15:0  | 15:2  | 15:5  |       |      |
| 2. září   | Polsko – Dánsko    | 3:0      | 15:1  | 15:2  | 15:2  |       |      |
| 2. září   | Bulharsko – Egypt  | 3:1      | 15:8  | 15:9  | 13:15 | 15:3  |      |
| 3. září   | Bulharsko – Finsko | 3:0      | 15:0  | 15:8  | 15:4  |       |      |
| 3. září   | Polsko – Egypt     | 3:0      | 15:7  | 15:3  | 15:6  |       |      |

| Poř | Země      | Body | Zápasy | Výhry | Prohry | Sety |
| --- | --------- | ---- | ------ | ----- | ------ | ---- |
| 1.  | Polsko    | 8    | 4      | 4     | 0      | 12:2 |
| 2.  | Bulharsko | 7    | 4      | 3     | 1      | 10:4 |
| 3.  | Finsko    | 6    | 4      | 2     | 2      | 7:7  |
| 4.  | Egypt     | 5    | 4      | 1     | 3      | 5:9  |
| 5.  | Dánsko    | 4    | 4      | 0     | 4      | 0:12 |

### Skupina D (Pardubice)
| Datum     | Zápas                 | Výsledek | Sety  | Sety  | Sety  | Sety | Sety |
| Datum     | Zápas                 | Výsledek | 1     | 2     | 3     | 4    | 5    |
| --------- | --------------------- | -------- | ----- | ----- | ----- | ---- | ---- |
| 30. srpna | Jugoslávie - Turecko  | 3:0      | 15:8  | 15:3  | 15:13 |      |      |
| 30. srpna | Albánie – Rakousko    | 3:0      | 15:1  | 15:2  | 15:9  |      |      |
| 31. srpna | Jugoslávie - SSSR     | 2:3      | 10:15 | 15:5  | 7:15  | 15:8 | 8:15 |
| 31. srpna | Turecko – Albánie     | 3:0      | 17:15 | 16:14 | 15:8  |      |      |
| 1. září   | Turecko – Rakousko    | 3:0      | 15:5  | 15:8  | 17:15 |      |      |
| 1. září   | SSSR – Albánie        | 3:0      | 15:2  | 15:10 | 15:6  |      |      |
| 2. září   | Jugoslávie – Albánie  | 3:0      | 15:4  | 15:10 | 15:9  |      |      |
| 2. září   | SSSR – Rakousko       | 3:0      | 15:1  | 15:7  | 15:2  |      |      |
| 3. září   | Jugoslávie – Rakousko | 3:0      | 15:1  | 15:1  | 15:6  |      |      |
| 3. září   | SSSR – Turecko        | 3:0      | 15:4  | 15:7  | 15:8  |      |      |

| Poř | Země       | Body | Zápasy | Výhry | Prohry | Sety |
| --- | ---------- | ---- | ------ | ----- | ------ | ---- |
| 1.  | SSSR       | 8    | 4      | 4     | 0      | 12:2 |
| 2.  | Jugoslávie | 7    | 4      | 3     | 1      | 11:3 |
| 3.  | Turecko    | 6    | 4      | 2     | 2      | 6:6  |
| 4.  | Albánie    | 5    | 4      | 1     | 3      | 3:9  |
| 5.  | Rakousko   | 4    | 4      | 0     | 4      | 0:12 |

### Finálová skupina (Praha)
| Datum    | Zápas                       | Výsledek | Sety  | Sety  | Sety  | Sety  | Sety  |
| Datum    | Zápas                       | Výsledek | 1     | 2     | 3     | 4     | 5     |
| -------- | --------------------------- | -------- | ----- | ----- | ----- | ----- | ----- |
| 5. září  | Jugoslávie – Polsko         | 0:3      | 9:15  | 5:15  | 15:17 |       |       |
| 5. září  | Bulharsko – Rumunsko        | 3:1      | 15:7  | 13:15 | 15:11 | 15:13 |       |
| 5. září  | Maďarsko – Československo   | 3:2      | 15:17 | 15:8  | 15:10 | 9:15  | 16:14 |
| 5. září  | SSSR – Francie              | 3:0      | 18:16 | 15:5  | 15:12 |       |       |
| 6. září  | Jugoslávie – Bulharsko      | 2:3      | 4:15  | 15:11 | 15:10 | 11:15 | 10:15 |
| 6. září  | Maďarsko – Polsko           | 3:1      | 7:15  | 15:4  | 15:13 | 15:10 |       |
| 6. září  | Československo – Francie    | 3:0      | 15:4  | 15:3  | 15:12 |       |       |
| 6. září  | Rumunsko – SSSR             | 3:2      | 7:15  | 15:12 | 16:14 | 5:15  | 15:8  |
| 7. září  | Jugoslávie – SSSR           | 0:3      | 4:15  | 1:15  | 5:15  |       |       |
| 7. září  | Maďarsko – Francie          | 3:0      | 15:8  | 15:10 | 15:9  |       |       |
| 7. září  | Bulharsko – Polsko          | 3:2      | 15:13 | 17:15 | 3:15  | 15:10 | 15:8  |
| 7. září  | Československo – Rumunsko   | 3:1      | 6:15  | 15:6  | 15:9  | 15:5  |       |
| 8. září  | Jugoslávie – Československo | 0:3      | 5:15  | 4:15  | 11:15 |       |       |
| 8. září  | Maďarsko – Bulharsko        | 3:2      | 8:15  | 17:15 | 15:17 | 15:10 | 17:15 |
| 8. září  | Polsko – SSSR               | 3:1      | 15:7  | 9:15  | 15:10 | 15:9  |       |
| 8. září  | Rumunsko – Francie          | 3:2      | 15:10 | 15:8  | 7:15  | 15:12 | 15:8  |
| 9. září  | Jugoslávie – Francie        | 3:1      | 15:11 | 15:2  | 11:15 | 15:11 |       |
| 9. září  | Rumunsko – Maďarsko         | 3:2      | 14:16 | 15:9  | 15:10 | 9:15  | 15:6  |
| 9. září  | SSSR – Bulharsko            | 3:2      | 15:8  | 14:16 | 15:6  | 11:15 | 15:10 |
| 9. září  | Československo – Polsko     | 3:1      | 13:15 | 15:12 | 15:6  | 15:13 |       |
| 10. září | Jugoslávie – Rumunsko       | 2:3      | 2:15  | 15:13 | 10:15 | 15:11 | 6:15  |
| 10. září | Polsko – Francie            | 3:0      | 15:10 | 15:10 | 15:6  |       |       |
| 10. září | Československo – Bulharsko  | 3:0      | 15:5  | 15:6  | 16:14 |       |       |
| 10. září | SSSR – Maďarsko             | 3:0      | 15:8  | 15:13 | 15:12 |       |       |
| 11. září | Jugoslávie – Maďarsko       | 3:2      | 15:8  | 10:15 | 15:7  | 11:15 | 15:10 |
| 11. září | Bulharsko – Francie         | 3:0      | 15:6  | 15:4  | 15:7  |       |       |
| 11. září | Rumunsko – Polsko           | 3:0      | 15:13 | 15:12 | 16:14 |       |       |
| 11. září | Československo – SSSR       | 3:2      | 15:7  | 10:15 | 15:10 | 14:16 | 15:9  |

| Poř | Země           | Body | Zápasy | Výhry | Prohry | Sety  |
| --- | -------------- | ---- | ------ | ----- | ------ | ----- |
| 1.  | Československo | 13   | 7      | 6     | 1      | 20:7  |
| 2.  | Rumunsko       | 12   | 7      | 5     | 2      | 17:14 |
| 3.  | SSSR           | 11   | 7      | 4     | 3      | 17:11 |
| 4.  | Bulharsko      | 11   | 7      | 4     | 3      | 16:14 |
| 5.  | Maďarsko       | 11   | 7      | 4     | 3      | 16:14 |
| 6.  | Polsko         | 10   | 7      | 3     | 4      | 13:13 |
| 7.  | Jugoslávie     | 9    | 7      | 2     | 5      | 10:18 |
| 8.  | Francie        | 7    | 7      | 0     | 7      | 3:21  |

### Skupina o 9. - 16. místo (Praha)
| Datum    | Zápas                | Výsledek | Sety  | Sety  | Sety  | Sety  | Sety  |
| Datum    | Zápas                | Výsledek | 1     | 2     | 3     | 4     | 5     |
| -------- | -------------------- | -------- | ----- | ----- | ----- | ----- | ----- |
| 5. září  | Egypt – Tunisko      | 3:0      | 15:4  | 15:8  | 15:10 |       |       |
| 5. září  | NDR – Nizozemsko     | 3:0      | 16:14 | 17:15 | 16:14 |       |       |
| 5. září  | Albánie – Turecko    | 3:1      | 15:10 | 15:11 | 6:15  | 15:7  |       |
| 5. září  | Itálie – Finsko      | 3:1      | 15:13 | 10:15 | 18:16 | 15:9  |       |
| 6. září  | Nizozemsko – Egypt   | 3:0      | 15:6  | 15:11 | 15:13 |       |       |
| 6. září  | Albánie – Tunisko    | 3:1      | 9:15  | 15:6  | 15:12 | 15:11 |       |
| 6. září  | NDR – Itálie         | 3:2      | 1:15  | 16:14 | 15:3  | 12:15 | 16:14 |
| 6. září  | Turecko – Finsko     | 3:1      | 15:11 | 1:15  | 15:13 | 15:6  |       |
| 7. září  | Itálie – Nizozemsko  | 3:2      | 2:15  | 17:15 | 3:15  | 15:11 | 15:11 |
| 7. září  | Tunisko – Finsko     | 3:2      | 13:15 | 18:16 | 16:14 | 15:8  | 15:4  |
| 7. září  | NDR – Turecko        | 3:2      | 13:15 | 15:5  | 12:15 | 15:6  | 15:7  |
| 7. září  | Albánie – Egypt      | 3:0      | 15:9  | 15:12 | 15:10 |       |       |
| 8. září  | Albánie – Finsko     | 3:1      | 15:10 | 15:12 | 12:15 | 15:8  |       |
| 8. září  | NDR - Tunisko        | 3:0      | 15:9  | 15:4  | 15:11 |       |       |
| 8. září  | Turecko – Nizozemsko | 3:2      | 15:11 | 12:15 | 13:15 | 15:13 | 15:9  |
| 8. září  | Itálie – Egypt       | 3:2      | 12:15 | 15:8  | 5:15  | 15:6  | 15:4  |
| 9. září  | NDR – Albánie        | 3:0      | 17:15 | 15:11 | 15:10 |       |       |
| 9. září  | Finsko – Egypt       | 3:2      | 15:13 | 10:15 | 15:5  | 15:17 | 15:6  |
| 9. září  | Nizozemsko – Tunisko | 3:1      | 12:15 | 15:5  | 15:7  | 15:12 |       |
| 9. září  | Itálie – Turecko     | 3:1      | 15:6  | 15:10 | 9:15  | 15:13 |       |
| 10. září | NDR – Finsko         | 3:0      | 15:7  | 15:9  | 15:4  |       |       |
| 10. září | Turecko – Egypt      | 3:1      | 15:6  | 10:15 | 15:5  | 15:7  |       |
| 10. září | Albánie – Nizozemsko | 3:2      | 15:10 | 12:15 | 15:10 | 7:15  | 15:10 |
| 10. září | Itálie – Tunisko     | 3:0      | 15:8  | 16:14 | 15:13 |       |       |
| 11. září | Turecko – Tunisko    | 3:0      | 15:6  | 15:12 | 15:11 |       |       |
| 11. září | Finsko – Nizozemsko  | 3:2      | 15:10 | 15:7  | 12:15 | 7:15  | 15:7  |
| 11. září | NDR – Egypt          | 3:0      | 15:11 | 15:11 | 15:12 |       |       |
| 11. září | Itálie – Albánie     | 3:0      | 15:9  | 15:10 | 15:7  |       |       |

| Poř | Země       | Body | Zápasy | Výhry | Prohry | Sety  |
| --- | ---------- | ---- | ------ | ----- | ------ | ----- |
| 9.  | NDR        | 14   | 7      | 7     | 0      | 21:4  |
| 10. | Itálie     | 13   | 7      | 6     | 1      | 20:9  |
| 11. | Albánie    | 12   | 7      | 4     | 3      | 15:11 |
| 12. | Turecko    | 11   | 7      | 4     | 3      | 16:13 |
| 13. | Nizozemsko | 9    | 7      | 2     | 5      | 14:16 |
| 14. | Finsko     | 9    | 7      | 2     | 5      | 11:19 |
| 15. | Egypt      | 8    | 7      | 1     | 6      | 8:18  |
| 16. | Tunisko    | 8    | 7      | 1     | 6      | 5:20  |

### Skupina o 17. - 20. místo (Praha)
| Datum    | Zápas              | Výsledek | Sety  | Sety  | Sety  | Sety | Sety |
| Datum    | Zápas              | Výsledek | 1     | 2     | 3     | 4    | 5    |
| -------- | ------------------ | -------- | ----- | ----- | ----- | ---- | ---- |
| 6. září  | Belgie – Rakousko  | 3:0      | 15:5  | 15:9  | 15:3  |      |      |
| 7. září  | Rakousko – Dánsko  | 3:0      | 15:8  | 15:2  | 15:11 |      |      |
| 7. září  | Belgie – Německo   | 3:0      | 15:5  | 15:11 | 15:6  |      |      |
| 9. září  | Belgie – Dánsko    | 3:0      | 15:7  | 15:1  | 15:9  |      |      |
| 10. září | Německo – Dánsko   | 3:0      | 15:8  | 15:11 | 15:13 |      |      |
| 11. září | Rakousko – Německo | 3:1      | 14:16 | 15:7  | 15:13 | 15:2 |      |

| Poř | Země     | Body | Zápasy | Výhry | Prohry | Sety |
| --- | -------- | ---- | ------ | ----- | ------ | ---- |
| 17. | Belgie   | 6    | 3      | 3     | 0      | 9:0  |
| 18. | Rakousko | 5    | 3      | 2     | 1      | 6:4  |
| 19. | Německo  | 4    | 3      | 1     | 2      | 4:6  |
| 20. | Dánsko   | 3    | 3      | 3     | 0      | 0:9  |

## Mistři Evropy
1.  Československo
| - Bohumil Golián - Zdeněk Humhal - Miroslav Kemel - Karel Láznička | - Zdeněk Malý - Josef Musil - Jaromír Paldus - Karel Paulus | - Milan Purnoch - Ladislav Synovec - Josef Tesař - Ladislav Toman |

Trenér: Josef Kozák, asistent: Břetislav Chvála.
2.  Rumunsko
| - Gabriel Cherebetiu - Eduard Derzei - Aurel Dragan - Gheorghe Fieraru | - Constantin Ganciu - Caius Miculescu - Sebastian Mihailescu - Horatiu Nicolau | - Petre Paunoiu - Stefan Roman - Marcel Rusescu |

3.  SSSR
| - Oktai Agajev - Vladimir Astafjev - Nikolai Burobin - Nil Fasahhov | - Gennadi Gaikovoi - Juri Hudjakov - Eduard Libin - Valentin Litjagin | - German Smoljaninov - Juri Vengerovski - Anatoli Zakrevski - Marat Kablgin |

## Rozhodčí
| - Lacomblet - Konstantinov - Ankov - Doubek - Jebáček - Jelínek - Hrubeš - Modráček | - Průša - Ing. Slujka - Atta - Loctaux - Vachey - Catanzaro - Toniolo - Slanina | - Vidakovič - Nagy - Ormai - Schneider - Scherzer - Moerman - Zwierzanski - Spytkowski | - Pencik - Mraz - Armacescu - Činilin - Blums - Ben Sliman - Ben Salah - Ben Ioucef |

## Konečné pořadí
| 5.               | Mistrovství Evropy 1958 | Z  | V  | P | Sety  | B  |
| ---------------- | ----------------------- | -- | -- | - | ----- | -- |
| Zlatá medaile    | Československo          | 11 | 10 | 1 | 32:7  | 21 |
| Stříbrná medaile | Rumunsko                | 11 | 9  | 2 | 29:14 | 20 |
| Bronzová medaile | Sovětský svaz           | 11 | 8  | 3 | 29:13 | 19 |
| 4.               | Bulharsko               | 11 | 7  | 4 | 26:18 | 18 |
| 5.               | Maďarsko                | 11 | 7  | 4 | 25:19 | 18 |
| 6.               | Polsko                  | 11 | 7  | 4 | 25:15 | 18 |
| 7.               | Jugoslávie              | 11 | 5  | 6 | 21:21 | 16 |
| 8.               | Francie                 | 11 | 3  | 8 | 12:24 | 14 |
| 9.               | Východní Německo        | 11 | 9  | 2 | 27:10 | 20 |
| 10.              | Itálie                  | 11 | 8  | 3 | 26:19 | 19 |
| 11.              | Albánie                 | 11 | 6  | 5 | 18:20 | 17 |
| 12.              | Turecko                 | 11 | 6  | 5 | 22:19 | 17 |
| 13.              | Nizozemsko              | 11 | 3  | 8 | 21:27 | 14 |
| 14.              | Finsko                  | 11 | 4  | 7 | 18:26 | 15 |
| 15.              | Egypt                   | 11 | 2  | 9 | 13:27 | 13 |
| 16.              | Tunisko                 | 11 | 2  | 9 | 8:29  | 13 |
| 17.              | Belgie                  | 7  | 3  | 4 | 13:12 | 10 |
| 18.              | Rakousko                | 7  | 2  | 5 | 6:16  | 9  |
| 19.              | Německo                 | 7  | 1  | 6 | 4:18  | 8  |
| 20.              | Dánsko                  | 7  | 0  | 7 | 0:21  | 7  |